# Erling Braut Haaland
Erling Braut Haaland (geboren Erling Braut Håland; Leeds, 21 juli 2000) is een Noors voetballer die doorgaans speelt als aanvaller. In juli 2022 verruilde hij Borussia Dortmund voor Manchester City. Haaland maakte in 2019 zijn debuut in het Noors voetbalelftal. Hij is de zoon van oud-voetballer Alf-Inge Håland.

## Clubcarrière

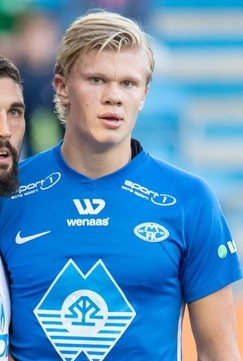
Haaland in actie voor Molde in 2018

### Noorwegen
Haaland werd geboren in de Engelse plaats Leeds, waar zijn vader Alf-Inge op dat moment als speler actief was voor Leeds United. Zoon Haaland speelde in de jeugd van Bryne FK en brak ook door bij die club. In zestien wedstrijden kwam hij niet tot scoren. In februari 2017 vertrok Haaland naar Molde FK. Hij tekende een contract voor drie jaar. Zijn debuut voor Molde maakte hij op 4 juni 2017, toen met 1–0 werd verloren van Sarpsborg 08. Haaland mocht van coach Ole Gunnar Solskjær in de eenenzeventigste minuut invallen voor Fredrik Brustad. Op 6 augustus 2017 tekende de aanvaller voor zijn eerste doelpunt. Nadat Thomas Lehne Olsen de score had geopend voor Tromsø IL en Sander Svendsen gelijk had gemaakt, zorgde Haaland in de zevenenzeventigste minuut voor de winnende 1–2.

### Red Bull Salzburg

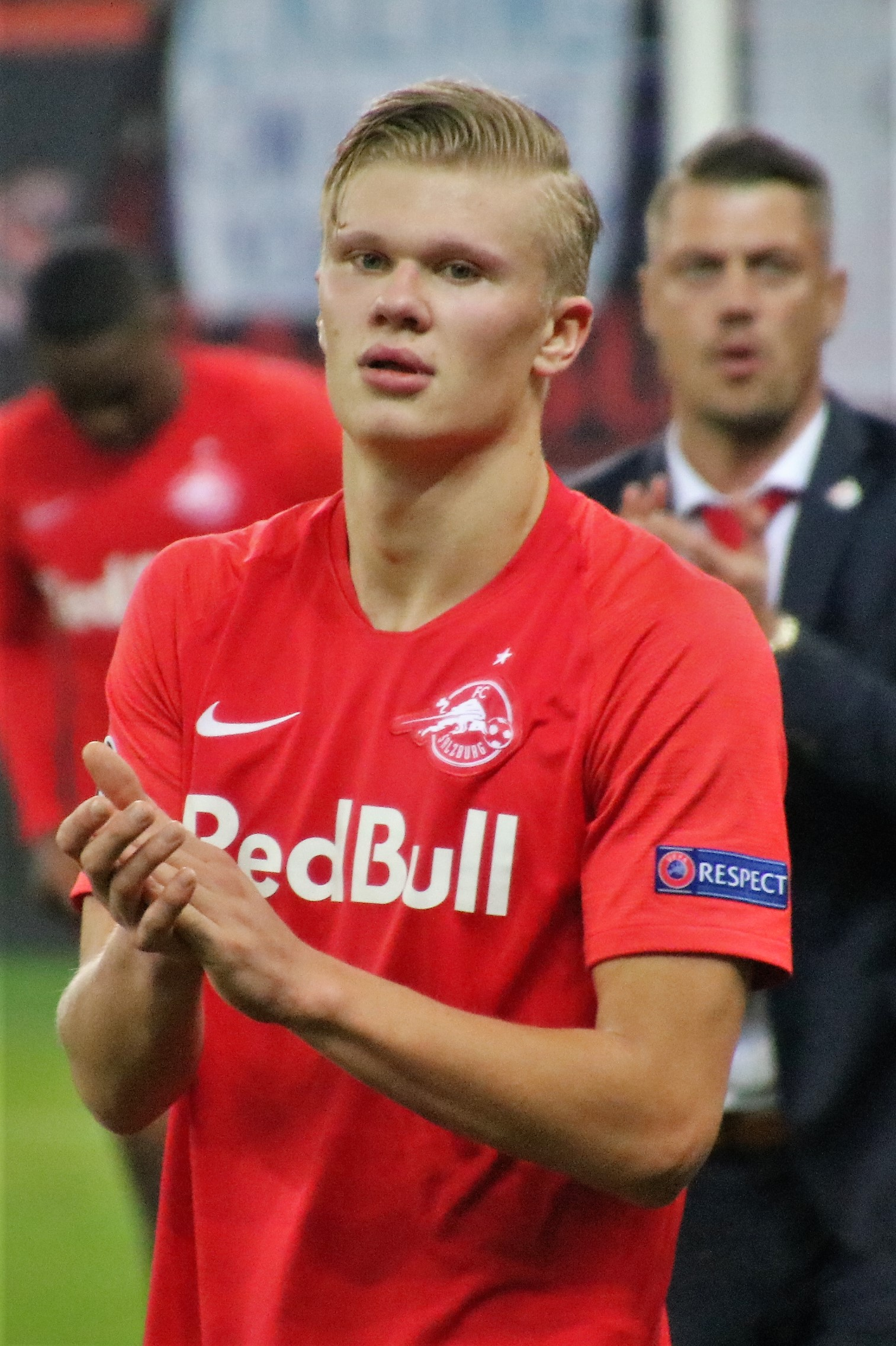
Haaland bij Red Bull Salzburg in 2019

In de zomer van 2018 werd Haaland vastgelegd door Red Bull Salzburg. Hij tekende een contract voor vierenhalf jaar dat per januari 2019 in zou gaan. Dat seizoen pakte Salzburg de titel, al zou het aandeel van Haaland hierin beperkt blijven tot één doelpunt in twee competitiewedstrijden. In de eerste helft van het seizoen 2019/20 kwam Haaland tot achtentwintig doelpunten in tweeëntwintig wedstrijden. Met name in de Champions League trok hij de aandacht: in zes wedstrijden wist hij acht keer te scoren, waaronder een hattrick tegen KRC Genk. Salzburg eindigde achter Liverpool en Napoli op de derde plaats met zeven punten en verzekerde zo een plaatsje in de Europa League.

### Borussia Dortmund

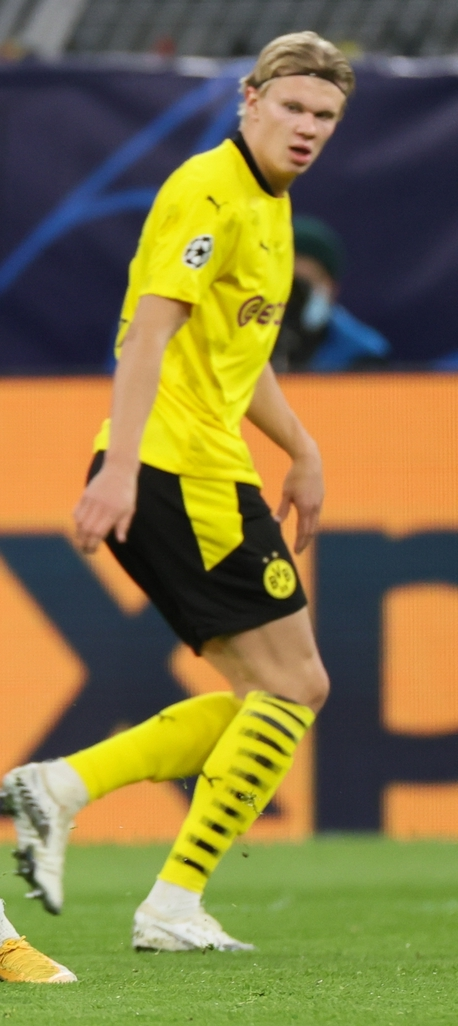
Haaland spelend voor Borussia Dortmund in 2020

In de winterstop van het seizoen 2019/20 nam Borussia Dortmund Haaland over. Hiervoor maakte de Duitse club circa twintig miljoen euro over aan Red Bull Salzburg. Tegen FC Augsburg maakte hij als invaller zijn debuut. Hierna maakte hij drie doelpunten, waardoor hij mede zorgde voor een 3–5 zege. Ook in de wedstrijden hierna scoorde Haaland regelmatig. In de achtste finale van de Champions League trof Dortmund Paris Saint-Germain. In de heenwedstrijd verzekerde Haaland met twee doelpunten de overwinning (2–1), maar in de terugwedstrijd won PSG met 2–0 en was Dortmund alsnog uitgeschakeld.
Vanaf maart 2020 lag zowat alle voetbal in Europa stil omwille van het coronavirus. Op zaterdag 16 mei werd de Bundesliga hervat, zonder publiek weliswaar. Dortmund trof Schalke en won met 4–0. Het was Haaland die de score opende en zo voor het eerste Bundesliga-doelpunt in zo'n twee maanden tekende. Op 26 mei trof Dortmund Bayern München. Bayern won met 0–1, Haaland geraakte die wedstrijd licht geblesseerd en werd naar de kant gehaald. Drie speeldagen later maakte de spits zijn rentree. Hij viel in tegen Fortuna Düsseldorf en scoorde in de allerlaatste minuut meteen het winnende doelpunt, waardoor Bayern, dat op een nederlaag van Dortmund hoopte, de titel nog niet kon vieren. Uiteindelijk zou Bayern München toch kampioen worden, voor de achtste keer op een rij. Dortmund verloor op de slotspeeldag met 0–4 van Hoffenheim na vier doelpunten van Andrej Kramarić. De tweede plaats in de Bundesliga was echter al veiliggesteld.
Op 21 november 2020 werd Haaland verkozen tot Golden Boy, oftewel de beste jonge (onder 21) speler in Europa. Diezelfde dag nog liet hij zien waarom hij de prijs verdiende. Hij scoorde liefst vier keer in een competitiewedstrijd tegen Hertha BSC. Dortmund won de wedstrijd met 5-2. Op 20 december 2020 kreeg hij voor het eerst in zijn thuisland de prijs voor beste speler, hij volgde op de lijst Martin Ødegaard op. Op 17 februari 2021 scoorde Haaland twee keer in een met 2-3 gewonnen wedstrijd op Sevilla in de Champions League. Zo kwam hij tot tien doelpunten in slechts zeven Champions League-wedstrijden voor Dortmund, waarmee hij het record brak van Roy Makaay. De Nederlander had bij Bayern München immers tien wedstrijden nodig om tot tien Champions League-doelpunten te komen voor een bepaalde club. In de terugwedstrijd tegen Sevilla scoorde Haaland opnieuw twee keer. Kwalificatie voor de volgende ronde was zo veiliggesteld, en Haaland werd de snelste speler die twintig Champions League-doelpunten achter zijn naam wist te zetten. Op 13 mei won Dortmund de DFB-Pokal. In de finale werd met ruime 1-4-cijfers gewonnen van RB Leipzig. Haaland en Jadon Sancho scoorden allebei twee keer. Het was tevens Haalands eerste prijs sinds zijn komst naar Dortmund. Op 7 augustus 2021 zette Dortmund het nieuwe seizoen goed in met een 0-3-overwinning tegen SV Wehen. Haaland nam alle drie de doelpunten voor zijn rekening. Het was de eerste wedstrijd zonder Sancho, die naar Manchester United verkast was. Ook omtrent de Noor zelf heerste heel wat speculatie.

### Manchester City
Op 10 mei 2022 bereikte Manchester City een principeakkoord met Borussia Dortmund over de overgang van Haaland. Manchester City betaalt, naast heel veel commissies, een transferclausule van zestig miljoen euro aan Borussia Dortmund. Een persoonlijk akkoord tussen City en Haaland was er toen nog niet. Medio juni kwam dat akkoord er wel en werd de aankoop van Haaland bevestigd door Manchester City. Vanaf 1 juli 2022 zou hij naar de club komen, met een contract voor vijf seizoenen. In zijn eerste vijf wedstrijden voor de Citizens wist hij negen keer tot scoren te komen, waaronder twee zuivere hattricks in achtereenvolgende wedstrijden tegen Crystal Palace (4–2 winst) en Notthingham Forest (6–0 winst). Nooit eerder had een speler zo vaak gescoord in zijn eerste vijf wedstrijden in de Premier League.
Op 6 september 2022 speelde hij zijn eerste wedstrijd voor de Citizens in de UEFA Champions League. Hij kwam twee keer tot scoren tegen Sevilla (0–4 winst). Dankzij deze doelpunten werd hij de eerste speler in de geschiedenis van het toernooi die vijfentwintig doelpunten wist te behalen in slechts twintig wedstrijden. Op 2 oktober scoorde hij een hattrick in de met 6-3 gewonnen derby tegen Manchester United. Hij werd zo de eerste speler die in drie opeenvolgende thuiswedstrijden een hattrick wist te scoren, en bovendien brak hij het record voor minste Premier League-wedstrijden (acht) om tot drie hattricks te komen. Op 3 mei 2023 scoorde hij tegen Fulham, toen op bezoek bij die club met 1–2 gewonnen werd. Deze treffer betekende de vijfendertigste in de Premier League. Tot op dat moment had nog nooit een speler meer dan vierendertig keer gescoord in een enkel seizoen in die competitie.
Uit een onderzoek van het Zwitserse bureau CIES bleek dat Haaland de meest waardevolle voetballer van het seizoen 2022/23 was. In augustus van dat jaar werd bekend dat Haaland was genomineerd om de Ballon d'Or te winnen. Het seizoen 2023/24 sloot hij af met zevenentwintig competitiedoelpunten en hiermee pakte hij zijn tweede topscorerstitel op een rij. In januari 2025 werd zijn lopende verbintenis opengebroken en met zeven jaar verlengd tot medio 2034.

## Clubstatistieken
| Seizoen    | Club              | Competitie     | Competitie | Competitie | Competitie | Beker | Beker | Beker | Internationaal | Internationaal | Internationaal | Totaal | Totaal | Totaal |
| Seizoen    | Club              | Competitie     | Wed.       | Dlp.       | Ass.       | Wed.  | Dlp.  | Ass.  | Wed.           | Dlp.           | Ass.           | Wed.   | Dlp.   | Ass.   |
| ---------- | ----------------- | -------------- | ---------- | ---------- | ---------- | ----- | ----- | ----- | -------------- | -------------- | -------------- | ------ | ------ | ------ |
| 2016       | Bryne FK          | 1. divisjon    | 16         | 0          | 0          | 0     | 0     | 0     | —              | —              | —              | 16     | 0      | 0      |
| Clubtotaal | Clubtotaal        | Clubtotaal     | 16         | 0          | 0          | 0     | 0     | 0     | 0              | 0              | 0              | 16     | 0      | 0      |
| 2017       | Molde FK          | Eliteserien    | 14         | 2          | 1          | 6     | 2     | 0     | —              | —              | —              | 20     | 4      | 1      |
| 2018       | Molde FK          | Eliteserien    | 25         | 12         | 4          | 0     | 0     | 0     | 5              | 4              | 1              | 30     | 16     | 5      |
| Clubtotaal | Clubtotaal        | Clubtotaal     | 39         | 14         | 5          | 6     | 2     | 0     | 5              | 4              | 1              | 50     | 20     | 6      |
| 2018/19    | Red Bull Salzburg | Bundesliga     | 2          | 1          | 0          | 2     | 0     | 0     | 1              | 0              | 0              | 5      | 1      | 0      |
| 2019/20    | Red Bull Salzburg | Bundesliga     | 14         | 16         | 6          | 2     | 4     | 0     | 6              | 8              | 1              | 22     | 28     | 7      |
| Clubtotaal | Clubtotaal        | Clubtotaal     | 16         | 17         | 6          | 4     | 4     | 0     | 7              | 8              | 1              | 27     | 29     | 7      |
| 2019/20    | Borussia Dortmund | Bundesliga     | 15         | 13         | 3          | 1     | 1     | 0     | 2              | 2              | 0              | 18     | 16     | 3      |
| 2020/21    | Borussia Dortmund | Bundesliga     | 28         | 27         | 8          | 5     | 4     | 2     | 8              | 10             | 2              | 41     | 41     | 12     |
| 2021/22    | Borussia Dortmund | Bundesliga     | 24         | 22         | 8          | 3     | 4     | 0     | 3              | 3              | 0              | 30     | 29     | 8      |
| Clubtotaal | Clubtotaal        | Clubtotaal     | 67         | 62         | 19         | 9     | 9     | 2     | 13             | 15             | 2              | 89     | 86     | 23     |
| 2022/23    | Manchester City   | Premier League | 35         | 36         | 8          | 6     | 4     | 0     | 11             | 12             | 1              | 53     | 52     | 9      |
| 2023/24    | Manchester City   | Premier League | 31         | 27         | 4          | 4     | 5     | 0     | 10             | 6              | 1              | 45     | 38     | 5      |
| 2024/25    | Manchester City   | Premier League | 31         | 22         | 3          | 4     | 1     | 1     | 9              | 8              | 0              | 44     | 31     | 4      |
| Clubtotaal | Clubtotaal        | Clubtotaal     | 97         | 85         | 15         | 15    | 10    | 1     | 30             | 26             | 2              | 133    | 117    | 17     |
| Totaal     | Totaal            | Totaal         | 235        | 178        | 45         | 34    | 25    | 3     | 55             | 53             | 6              | 324    | 256    | 54     |

Bijgewerkt op 11 juni 2025.

## Interlandcarrière
Haaland maakte deel uit van alle Noorse nationale jeugdelftallen vanaf Noorwegen –15. Hij behoorde tot de Noorse selecties op het EK –17 van 2017, het EK –19 van 2018 en het WK –20 van 2019. Haaland scoorde op 30 mei 2019 negen keer in een met 12–0 gewonnen wedstrijd op het WK –20, tegen Honduras –20. Hiermee verbrak hij het record van de Braziliaan Adaílton, die op het WK –20 van 1997 zes keer scoorde in één wedstrijd, tegen Zuid-Korea –20. Haaland werd topscorer van het toernooi met negen goals.
Op 5 september 2019 maakte Haaland zijn debuut in het Noors voetbalelftal, toen met 2–0 gewonnen werd van Malta. De doelpunten kwamen van Sander Berge en Joshua King. Haaland mocht van bondscoach Lars Lagerbäck in de basis starten en twintig minuten na rust werd hij gewisseld ten faveure van Tarik Elyounoussi. De andere debutant dit duel was Mathias Normann (FK Rostov). Zijn eerste doelpunt maakte hij exact een jaar later, op 5 september 2020 tegen Oostenrijk. Ondanks zijn goal verloor Noorwegen de wedstrijd met 1-2. Ruim een maand later maakte hij zijn eerste internationale hattrick, tegen Roemenië in de Nations League. Zijn doelpunten en de overwinning die hij hiermee bezegelde volstonden echter niet voor promotie naar divisie A: Oostenrijk telde drie punten meer in het klassement en won zo groep 1. Toch was het toernooi een persoonlijk succes voor Haaland, met zes goals was hij immers topschutter van de groepsfase.
| Interlands van Erling Braut Haaland voor Noorwegen | Interlands van Erling Braut Haaland voor Noorwegen | Interlands van Erling Braut Haaland voor Noorwegen | Interlands van Erling Braut Haaland voor Noorwegen | Interlands van Erling Braut Haaland voor Noorwegen | Interlands van Erling Braut Haaland voor Noorwegen |
| №                                                  | Datum                                              | Wedstrijd                                          | Uitslag                                            | Competitie                                         | Goals                                              |
| Als speler bij Red Bull Salzburg                   | Als speler bij Red Bull Salzburg                   | Als speler bij Red Bull Salzburg                   | Als speler bij Red Bull Salzburg                   | Als speler bij Red Bull Salzburg                   | Als speler bij Red Bull Salzburg                   |
| -------------------------------------------------- | -------------------------------------------------- | -------------------------------------------------- | -------------------------------------------------- | -------------------------------------------------- | -------------------------------------------------- |
| 1                                                  | 5 september 2019                                   | Noorwegen – Malta                                  | 2 – 0                                              | EK 2020 kwalificatie                               |                                                    |
| 2                                                  | 8 september 2019                                   | Zweden – Noorwegen                                 | 1 – 1                                              | EK 2020 kwalificatie                               |                                                    |
| Als speler bij Borussia Dortmund                   |                                                    |                                                    |                                                    |                                                    |                                                    |
| 3                                                  | 4 september 2020                                   | Noorwegen – Oostenrijk                             | 1 – 2                                              | Nations League 2020/21                             | 66'                                                |
| 4                                                  | 7 september 2020                                   | Noord-Ierland – Noorwegen                          | 1 – 5                                              | Nations League 2020/21                             | 7' 58'                                             |
| 5                                                  | 8 oktober 2020                                     | Noorwegen – Servië                                 | 1 – 2                                              | EK 2020 kwalificatie                               |                                                    |
| 6                                                  | 11 oktober 2020                                    | Noorwegen – Roemenië                               | 4 – 0                                              | Nations League 2020/21                             | 13' 64' 74'                                        |
| 7                                                  | 14 oktober 2020                                    | Noorwegen – Noord-Ierland                          | 1 – 0                                              | Nations League 2020/21                             |                                                    |
| 8                                                  | 24 maart 2021                                      | Gibraltar – Noorwegen                              | 0 – 3                                              | WK 2022 kwalificatie                               |                                                    |
| 9                                                  | 27 maart 2021                                      | Noorwegen – Turkije                                | 0 – 3                                              | WK 2022 kwalificatie                               |                                                    |
| 10                                                 | 30 maart 2021                                      | Montenegro – Noorwegen                             | 0 – 1                                              | WK 2022 kwalificatie                               |                                                    |
| 11                                                 | 2 juni 2021                                        | Noorwegen – Luxemburg                              | 1 – 0                                              | Vriendschappelijk                                  | 90+2'                                              |
| 12                                                 | 6 juni 2021                                        | Noorwegen – Griekenland                            | 1 – 2                                              | Vriendschappelijk                                  |                                                    |
| 13                                                 | 1 september 2021                                   | Noorwegen – Nederland                              | 1 – 1                                              | WK 2022 kwalificatie                               | 20'                                                |
| 14                                                 | 4 september 2021                                   | Letland – Noorwegen                                | 0 – 2                                              | WK 2022 kwalificatie                               | 20' (pen.)                                         |
| 15                                                 | 7 september 2021                                   | Noorwegen – Gibraltar                              | 5 – 1                                              | WK 2022 kwalificatie                               | 27', 39', 90+1'                                    |
| 16                                                 | 25 maart 2022                                      | Noorwegen – Slowakije                              | 2 – 0                                              | Vriendschappelijk                                  | 77'                                                |
| 17                                                 | 29 maart 2022                                      | Noorwegen – Armenië                                | 9 – 0                                              | Vriendschappelijk                                  | 24', 45+1'                                         |
| 18                                                 | 2 juni 2022                                        | Servië – Noorwegen                                 | 0 – 1                                              | Nations League 2022/23                             | 26'                                                |
| 19                                                 | 5 juni 2022                                        | Zweden – Noorwegen                                 | 1 – 2                                              | Nations League 2022/23                             | 20', 69'                                           |
| 20                                                 | 9 juni 2022                                        | Noorwegen – Slovenië                               | 0 – 0                                              | Nations League 2022/23                             |                                                    |
| 21                                                 | 12 juni 2022                                       | Noorwegen – Zweden                                 | 3 – 2                                              | Nations League 2022/23                             | 10', 54'                                           |
| Als speler bij Manchester City                     |                                                    |                                                    |                                                    |                                                    |                                                    |
| 22                                                 | 24 september 2022                                  | Slovenië – Noorwegen                               | 2 – 1                                              | Nations League 2022/23                             | 47'                                                |
| 23                                                 | 27 september 2022                                  | Noorwegen – Servië                                 | 0 – 2                                              | Nations League 2022/23                             |                                                    |
| 24                                                 | 17 juni 2023                                       | Noorwegen – Schotland                              | 1 – 2                                              | EK 2024 kwalificatie                               | 61' (pen.)                                         |
| 25                                                 | 20 juni 2023                                       | Noorwegen – Cyprus                                 | 3 – 1                                              | EK 2024 kwalificatie                               | 56' (pen.), 60'                                    |
| 26                                                 | 12 september 2023                                  | Noorwegen – Georgië                                | 2 – 1                                              | EK 2024 kwalificatie                               | 25'                                                |
| 27                                                 | 12 oktober 2023                                    | Cyprus – Noorwegen                                 | 0 – 4                                              | EK 2024 kwalificatie                               | 65', 72'                                           |
| 28                                                 | 15 oktober 2023                                    | Noorwegen – Spanje                                 | 0 – 1                                              | EK 2024 kwalificatie                               |                                                    |
| 29                                                 | 16 november 2023                                   | Noorwegen – Faeröer                                | 2 – 0                                              | Vriendschappelijk                                  |                                                    |
| 30                                                 | 22 maart 2024                                      | Noorwegen – Tsjechië                               | 1 – 2                                              | Vriendschappelijk                                  |                                                    |
| 31                                                 | 26 maart 2024                                      | Noorwegen – Slowakije                              | 1 – 1                                              | Vriendschappelijk                                  |                                                    |
| 32                                                 | 5 juni 2024                                        | Noorwegen – Kosovo                                 | 3 – 0                                              | Vriendschappelijk                                  | 15', 70', 75'                                      |
| 33                                                 | 8 juni 2024                                        | Denemarken – Noorwegen                             | 3 – 1                                              | Vriendschappelijk                                  | 72'                                                |
| 34                                                 | 6 september 2024                                   | Kazachstan – Noorwegen                             | 0 – 0                                              | Nations League 2024/25                             |                                                    |
| 35                                                 | 9 september 2024                                   | Noorwegen – Oostenrijk                             | 2 – 1                                              | Nations League 2024/25                             | 80'                                                |
| 36                                                 | 10 oktober 2024                                    | Noorwegen – Slovenië                               | 3 – 0                                              | Nations League 2024/25                             | 7', 62'                                            |
| 37                                                 | 13 oktober 2024                                    | Oostenrijk – Noorwegen                             | 5 – 1                                              | Nations League 2024/25                             |                                                    |
| 38                                                 | 14 november 2024                                   | Slovenië – Noorwegen                               | 1 – 4                                              | Nations League 2024/25                             | 45'                                                |
| 39                                                 | 17 november 2024                                   | Noorwegen – Kazachstan                             | 5 – 0                                              | Nations League 2024/25                             | 23', 37', 71'                                      |
| 40                                                 | 22 maart 2025                                      | Moldavië – Noorwegen                               | 0 – 5                                              | WK 2026 kwalificatie                               | 23'                                                |
| 41                                                 | 25 maart 2025                                      | Israël – Noorwegen                                 | 2 – 4                                              | WK 2026 kwalificatie                               | 83'                                                |
| 43                                                 | 9 juni 2025                                        | Estland – Noorwegen                                | 0 – 1                                              | WK 2026 kwalificatie                               | 62'                                                |

Bijgewerkt op 11 juni 2025.

## Gemaakte hattricks
| Hattricks door Haaland                           | Hattricks door Haaland | Hattricks door Haaland  | Hattricks door Haaland | Hattricks door Haaland        | Hattricks door Haaland             |
| Hattricks voor clubs                             | Hattricks voor clubs   | Hattricks voor clubs    | Hattricks voor clubs   | Hattricks voor clubs          | Hattricks voor clubs               |
| Datum                                            | Elftal                 | Tegenstander            | Uitslag                | Competitie                    | Aantal goals                       |
| ------------------------------------------------ | ---------------------- | ----------------------- | ---------------------- | ----------------------------- | ---------------------------------- |
| 1 juli 2018                                      | Molde FK               | SK Brann                | 0 – 4                  | Eliteserien                   | 4' 13' 15' 21'                     |
| 19 juli 2019                                     | Red Bull Salzburg      | SC/ESV Parndorf         | 1 – 7                  | ÖFB-Cup                       | 35' 73' 90'                        |
| 10 augustus 2019                                 | Red Bull Salzburg      | Wolfsberger AC          | 5 – 2                  | Bundesliga                    | 22' 65' 89'                        |
| 17 september 2019                                | Red Bull Salzburg      | KRC Genk                | 6 – 2                  | UEFA Champions League         | 2' 34' 45'                         |
| 10 november 2019                                 | Red Bull Salzburg      | Wolfsberger AC          | 0 – 3                  | Bundesliga                    | 4' 76' 88'                         |
| 18 januari 2020                                  | Borussia Dortmund      | FC Augsburg             | 3 – 5                  | Bundesliga                    | 59' 70' 79'                        |
| 21 november 2020                                 | Borussia Dortmund      | Hertha BSC              | 2 – 5                  | Bundesliga                    | 47' 49' 62' 80'                    |
| 7 augustus 2021                                  | Borussia Dortmund      | SV Wehen Wiesbaden      | 0 – 3                  | DFB-Pokal                     | 27' 31' 51'                        |
| 30 april 2022                                    | Borussia Dortmund      | VfL Bochum              | 3 – 4                  | Bundesliga                    | 18' 30' 62'                        |
| 27 augustus 2022                                 | Manchester City        | Crystal Palace          | 4 – 2                  | Premier League                | 62' 70' 81'                        |
| 31 augustus 2022                                 | Manchester City        | Nottingham Forest       | 6 – 0                  | Premier League                | 12' 23' 38'                        |
| 2 oktober 2022                                   | Manchester City        | Manchester United       | 6 – 3                  | Premier League                | 34' 37' 64'                        |
| 22 januari 2023                                  | Manchester City        | Wolverhampton Wanderers | 3 – 0                  | Premier League                | 40' 50' (pen.) 54'                 |
| 14 maart 2023                                    | Manchester City        | RB Leipzig              | 7 – 0                  | UEFA Champions League         | 22' (pen.) 24' 45+2' 53' 57'       |
| 18 maart 2023                                    | Manchester City        | Burnley                 | 6 – 0                  | FA Cup                        | 32' 35' 59'                        |
| 2 september 2023                                 | Manchester City        | Fulham                  | 5 – 1                  | Premier League                | 58' 70' 90+5'                      |
| 27 februari 2024                                 | Manchester City        | Luton Town              | 2 – 6                  | FA Cup                        | 3' 18' 40' 55' 58'                 |
| 4 mei 2024                                       | Manchester City        | Wolverhampton Wanderers | 5 – 1                  | Premier League                | 12' 35' 45+3' 54'                  |
| 24 augustus 2024                                 | Manchester City        | Ipswich Town            | 4 – 1                  | Premier League                | 12' 16' 88'                        |
| 31 augustus 2024                                 | Manchester City        | West Ham United         | 1 – 3                  | Premier League                | 10' 30' 83'                        |
| Hattricks voor nationale elftallen van Noorwegen |                        |                         |                        |                               |                                    |
| Datum                                            | Elftal                 | Tegenstander            | Uitslag                | Competitie                    | Aantal goals                       |
| 27 maart 2018                                    | Noorwegen O19          | Schotland O19           | 4 – 5                  | Kwalificatie UEFA EK O19 2018 | 41' 44' 90+1'                      |
| 30 mei 2019                                      | Noorwegen O20          | Honduras O20            | 12 – 0                 | FIFA WK O20 2019              | 7' 20' 36' 43' 50' 67' 77' 88' 90' |
| 11 oktober 2020                                  | Noorwegen              | Roemenië                | 4 – 0                  | UEFA Nations League           | 13' 64' 74'                        |
| 7 september 2021                                 | Noorwegen              | Gibraltar               | 5 – 1                  | Kwalificatie FIFA WK 2022     | 27' 39' 90+1'                      |
| 5 juni 2024                                      | Noorwegen              | Kosovo                  | 3 – 0                  | Oefeninterland                | 15' 70' 75'                        |

Bijgewerkt op 1 september 2024.

## Erelijst
| Competitie            |                   |                   |
| Competitie            | Aantal            | Jaren             |
| Red Bull Salzburg     | Red Bull Salzburg | Red Bull Salzburg |
| --------------------- | ----------------- | ----------------- |
| Bundesliga            | 2×                | 2018/19, 2019/20  |
| ÖFB-Cup               | 1×                | 2018/19           |
| Borussia Dortmund     |                   |                   |
| DFB-Pokal             | 1×                | 2020/21           |
| Manchester City       |                   |                   |
| UEFA Champions League | 1×                | 2022/23           |
| UEFA Super Cup        | 1×                | 2023              |
| FIFA Club World Cup   | 1×                | 2023              |
| Premier League        | 2×                | 2022/23, 2023/24  |
| FA Cup                | 1×                | 2022/23           |
| Community Shield      | 1×                | 2024              |

Individueel
- Eliteserien Nieuwkomer van het Jaar: 2018
- Oostenrijks Voetballer van het Jaar: 2019
- FIFA-wereldkampioenschap voetbal onder 20 Gouden Schoen: 2019
- UEFA Champions League Breakthrough  XI: 2019
- Bundesliga Speler van de Maand: januari 2020, november 2020
- Bundesliga Talent van de Maand: januari 2020, februari 2020
- ESM Team van het Jaar: 2019/20
- Golden Boy: 2020
- FIFA FIFPro World11: 2020 (vierde aanvaller)
- Gullballen: 2020
- Kniksenprijs: 2020
- UEFA Champions League topscorer: 2020/21
- UEFA Champions League topscorer: 2022/23

## Trivia
- In november 2019, toen hij topschutter was in de UEFA Champions League, verklapte Haaland dat hij de UEFA Champions League-hymne gebruikte als wekker.[34]
- Samen met mede-voetballers Erik Botheim en Erik Sandberg vormde Haaland de rapgroep 'Flow Kingz' en zij brachten in 2016 het nummer 'Kygo jo' uit.
- Haaland was volgens een onderzoek van alle voetballers het meeste waard in 2023.[35]
- De zoon van collega Kevin De Bruyne nam hetzelfde kapsel als Haaland.[36]
- Haaland kreeg in 2023 een relatie met voetbalster Isabela Johanson. Na de Champions League-finale in 2023 kwam zij het veld op met een Noorse vlag, om hun relatie bekend te maken.[37]